# Kostandin i Athanas Zografi
Kostandin i Athanas Zografi bracia żyjący w XVIII w., pochodzący z Dardhë, obecnie w okręgu Korcza, gmina Drenovë, w Albanii (wówczas Imperium osmańskie). Uważani są za najbardziej wpływowych i reprezentatywnych malarzy postbizantyjskiej szkoły twórców ikon w Albanii. Razem z Dawidem Selenicą, Konstandinem Shpataraku, Terpo Zografi, Efthim Zografi, Gjon Çetiri, Naum Çetiri, Gjergj Çetiri, Nikolla Çetiri oraz Ndin Çetiri byli najznakomitszymi reprezentantami tzw. korczańskiej szkoły malarskiej. Bracia Zografi są twórcami malowideł w kilkunastu cerkwiach i klasztorach prawosławnych w centralnej i południowej Albanii oraz na Świętej Górze Athos. 
Okres ich działalności obejmuje lata 1736-1783. Zwykle sygnowali swoje dzieła w języku greckim, formułą: "Rękami Konstantinosa i Athanasiosa z Koritsy (Korczy)" (gr. Δια χειρός Κωνσταντίνου και Αθανασίου από Κορυτσά).

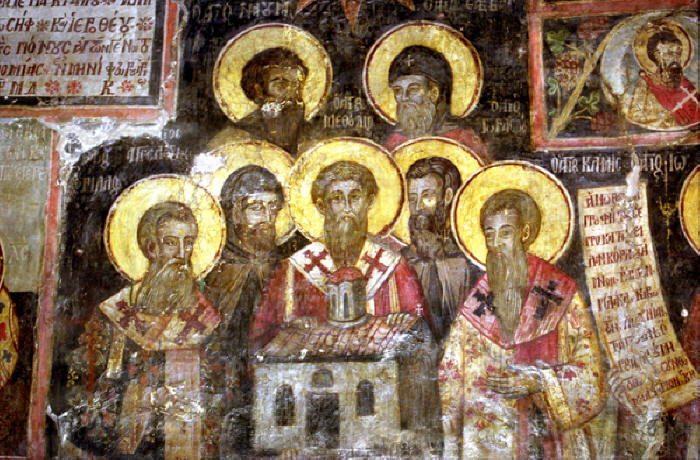
Siedmiu Świętych Mężów

Według George'a Tsigarasa pierwsze znaczące dzieła braci Kostandina i Athanasa pojawiły się w klasztorze w Ardenicy, gdzie pomalowali katolikon. Namalowany przez nich w 1744 roku fresk przedstawiający Siedmiu Świętych Mężów jest najstarszym znanym przedstawieniem tego typu. Obok Świętych Mężów na fresku jest przedstawiony Jan Kukuzelis, święty urodzony w XIII w. w Durrës.
W drugiej połowie lat czterdziestych i na początku pięćdziesiątych XVIII wieku tworzyli w Voskopojë, gdzie ich prace przetrwały do dziś m.in. w cerkwi św. Atanazego, cerkwi św. Mikołaja. W 1750 roku malowali cmentarną cerkiew św. św. Kosmy i Damiana w klasztorze św. św. Piotra i Pawła w Vithkuq, a w 1764 roku katolikon klasztoru. W 1752 roku bracia zostali zaproszeni do ozdobienia freskami naosu katolikonu w klasztorze Filoteu na Świętej Górze Athos. Było to potwierdzenie zaliczenia ich do najznakomitszych malarzy tego okresu. W 1766 roku zostali zatrudnieni do ozdobienia katolikonu w klasztorze Ksenofonta. W 1767 roku bracia Zografi pomalowali także cerkiew św. Jerzego. W 1782 roku wrócili do klasztoru Kseropotamu, gdzie zostali zatrudnieni do namalowania fresków w katolikonie.  W pracach pomagał im syn Athanasa Naum. W czasie prac, zimą 1782-1783 roku, Athanas zachorował i przed 4 września 1783 roku zmarł.
Oprócz fresków bracia tworzyli ikony. Wizerunki te, pochodzące z różnych cerkwi w Albanii, znajdują się w Narodowym Muzeum Sztuki Średniowiecznej w Korczy (Muzeu Kombëtar I Artit Mesjetar Korçë). Znajdują się tam m.in. ikony z Vithkuq (w tym ikona Wszystkich Świętych o szczególnej wartości artystycznej), z cerkwi św. Michała (Kisha e Shën Mëhillit), która w 1963 roku wpisana została na listę religijnych i kulturalnych zabytków Albanii (Objekte fetare me statusin Monument Kulture), wyobrażenia Obrzezania Jezusa, Zejścia do Piekieł, św. Sawy, św. Jana z Damaszku i św. Barbary  z cerkwi Zwiastowania Marii Panny w Tiranie.